# ناحیه کیش‌تلک
ناحیهٔ کیش‌تِلِک (به مجاری: Kisteleki járás) یک ناحیه در مجارستان است که در چونگراد-چاناد واقع شده‌است. ناحیهٔ کیش‌تلک ۴۱۰٫۲۰ کیلومتر مربع مساحت و ۱۸٬۱۸۵ نفر جمعیت دارد.